# Auguste Geffroy

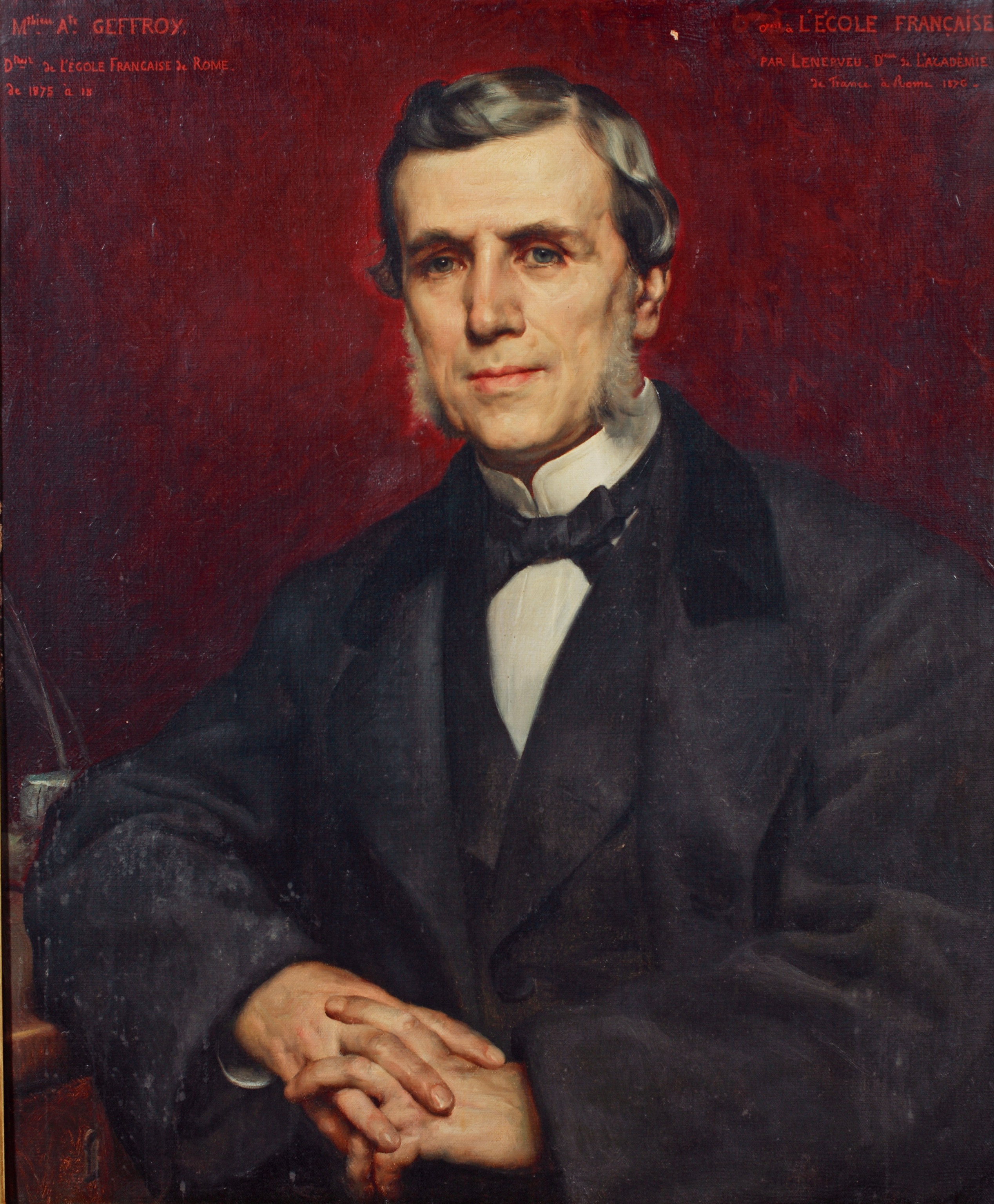
Auguste Geffroy

Mathieu Auguste Geffroy (* 21. April 1820 in Paris; † 16. August 1895 in Bièvres) war ein französischer Historiker.
Auguste Geffroy besuchte das Collège Charlemagne und 1840 bis 1843 die École normale supérieure in Paris. Hierauf wurde er Lehrer für Geschichte an Lycéen in Dijon (1843–1844) und Clermont (1846) und am Collège Louis le Grand in Paris (1847–1862). 1848 erfolgte die Promotion. 1852 wurde er Professor der Geschichte an der Universität Bordeaux.
Im Jahr 1854 reiste er nach Schweden, wo er historische Forschungen betrieb. 1862 bis 1865 war er Maître de conférence an der École normale supérieure. 1864 bis 1871 war er außerordentlicher Professor für Alte Geschichte, 1872 bis 1887 Professor für Alte Geschichte an der Sorbonne. Er war von 1875 bis 1882 und von 1888 bis 1895 Direktor der École française de Rome.

## Ehrungen
- 1856 Mitglied der Académie impériale des sciences, belles-lettres et arts de Bordeaux
- 1874 Mitglied der Académie des sciences morales et politiques
- 1882 auswärtiges Mitglied der Accademia dei Lincei
- 1884 ausländisches Mitglied der Kungliga Vitterhets Historie och Antikvitets Akademien
- 1894 Kommandeur der Ehrenlegion

## Veröffentlichungen (Auswahl)
- Histoire des États scandinaves (Suède, Norvège, Danemark). Paris 1851
- Notices et extraits des manuscrits concernant l'histoire ou la littérature de la France qui sont conservés dans les bibliothèques ou archives de Suède, Danemark et Norvége. Paris 1855 (Digitalisat)
- Gustave III et la cour de France. 2 Bände, Paris 1867
- Rome et les Barbares. Étude sur la Germanie de Tacite. Paris 1874 (Digitalisat)
- Lettres inédites de Charles XII. Paris 1852
- mit Alfred von Arneth:  Correspondance secrète entre Marie-Thérèse et le cte de Mercy-Argenteau. 2 Bände, Paris 1859
- Lettres inédites de la Princesse des Ursins. Paris 1859
- Madame de Maintenon d'après sa correspondance authentique. 2 Bände. Paris 1887.
- Études italiennes. I: Florence, la renaissance. II: Rome, histoire monumentale. Paris 1898